# 斯科賓齊鄉
47°23′N 26°56′E / 47.383°N 26.933°E
斯科賓齊鄉（羅馬尼亞語：Comuna Scobinți, Iași），是羅馬尼亞的鄉份，位於該國東北部，由雅西縣負責管轄，面積71平方公里，海拔高度214米，2007年人口7,490，人口密度每平方公里105人。